# Hexatoma cincta
Hexatoma cincta är en tvåvingeart. Hexatoma cincta ingår i släktet Hexatoma och familjen småharkrankar.

## Underarter
Arten delas in i följande underarter:
- H. c. cincta
- H. c. fuscithorax
- H. c. ignithorax